# غريغوريو بلاسكو (مجدف)
غريغوريو بلاسكو (بالإسبانية: Gregorio Blasco)‏ هو مجدف مكسيكي، ولد في 20 يناير 1944 في مدينة مكسيكو في المكسيك.

## وصلات خارجية
- غريغوريو بلاسكو على موقع الاتحاد الدولي للتجديف (الإنجليزية)
- غريغوريو بلاسكو على موقع أوليمبيديا (الإنجليزية)